# Ostmark (1936)
L'Ostmark est un navire-catapulte de la Lufthansa pour la poste aérienne en océan Atlantique sud. Pendant la Seconde Guerre mondiale, il sert de base flottante pour les hydravions à coque.

## Histoire
En 1934, la Lufthansa transforme deux cargos, le Westfalen et le Schwabenland, comme bases flottantes pour les hydravions transportant le courrier circulant entre l'Amérique du Sud, l'Europe et l'Afrique. Ils sont équipés d'une catapulte. Un navire stationne à Banjul en Gambie et l'autre à Natal au Brésil.
En raison de l'utilité de ces navires convertis, la Lufthansa décide de bâtir un navire-catapulte. Le premier est l'Ostmark.
La Lufthansa met le navire en service le 22 mai 1936. Le 2 juin, il va en Atlantique sud remplacer le Schwabenland qui remonte vers l'Europe. Le 3 juillet, il lance son premier avion, le Dornier Do J Boreas. Puis il stationne à Banjul et assure 300 vols postaux jusqu'à la Seconde Guerre mondiale. Pendant les révisions au printemps, il est remplacé par le Schwabenland (1937 et 1939) et le Westfalen (1938). En août 1939, il revient à la station.
Le 12 mars 1937 a lieu un grave accident. Le Heinkel He 111 Rostock vient de Las Palmas de Gran Canaria avec un transport de courrier, il apparaît à 2h10 à Banjul où il fait plusieurs tours de la ville en basse altitude, vole vers le sud-ouest où se trouve le port puis disparaît. L'Ostmark était en communication avec l'avion piloté par le capitaine Alfred Viereck, accompagné du copilote Richard Rebentrost et de l'opérateur radio Kurt Bichner. À bord, il y a aussi Hans Hemmann, second officier du navire de retour de vacances. Peu après la disparition du Rostock, un autre avion et un autre bateau de la Lufthansa font des recherches dans l'embouchure du fleuve Gambie. Vers 10h30, l'épave de l'avion est découverte à quelques kilomètres au sud-est de la jetée du fleuve. Dans la journée, divers débris et environ 90 % du fret postal sont récupérés, mais les quatre membres de l'équipage ne furent jamais retrouvés. Le courrier est séché à bord de l'Ostmark puis repris le soir même par un Dornier Do J allant en Amérique du Sud.
Lorsque la Seconde Guerre mondiale éclate le 1er septembre 1939, l'Ostmark se situe dans le port de l'île de Bolama, en Guinée-Bissau, alors colonie du Portugal, pays neutre. Il se rend le 6 septembre à Las Palmas de Gran Canaria et y reste pendant un an.
Le 1er septembre 1940, l'Ostmark est réquisitionné par la Luftwaffe. Le 3 septembre, il vient dans les eaux de la France occupée. Le 19 septembre, il se pose dans l'estuaire de la Gironde près du Verdon-sur-Mer. Quatre jours plus tard, il part à Brest où il doit soutenir les hydravions de reconnaissance. Lors de ce trajet, il est accompagné par les dragueurs de mines M 6 et M 12. Le 24 septembre, l'Ostmark est atteint au large de l'île d'Yeu à 5h42 par une torpille lancée par le sous-marin britannique Tuna. Le navire coule à 8h10, les hommes sont tous récupérés.
L'épave est retrouvée en 2002 par les plongeurs du Groupe de recherches et d'exploration maritime.

## Source de la traduction
- (de) Cet article est partiellement ou en totalité issu de l’article de Wikipédia en allemand intitulé « Ostmark (Schiff, 1936) » (voir la liste des auteurs).